# 톈허 스타디움
톈허 스타디움(중국어: 天河体育场)은 중국 광둥성 광저우시 톈허 구에 있는 다목적 경기장으로 수용 인원은 58,500명이다. 과거 광저우 FC의 홈 구장으로 사용되었으며 1991년 FIFA 여자 월드컵, 2010년 아시안 게임 결승전이 열리기도 했다.